# Alloniscus robustus
Alloniscus robustus là một loài chân đều trong họ Alloniscidae. Loài này được miêu tả khoa học năm 1974 bởi Ferrara.